# Anna Maria Martínez Sagi
Anna Maria Martínez Sagi (Barcelona, 16 de febrer de 1907 - Santpedor, el Bages, 2 de gener de 2000) fou una poeta, sindicalista, periodista, feminista i atleta republicana catalana.

## Biografia
Va néixer al si d'una família de l'alta burgesia barcelonina, filla de Josep Martínez i Tatxé (Barcelona 1871-1930), industrial tèxtil, i de Consol Sagi i Barba, de Barcelona; era, doncs, neboda d'Emili Sagi i Barba.

### Activitat periodística
Va ser una de les periodistes més importants de la República, juntament amb Josefina Carabias. Va entrevistar tota mena de personatges, rodamons i prostitutes, i també polítics catalans. Publicà articles al diari La Rambla, i en altres publicacions com Las Noticias, La Noche, El Día Gráfico, Lecturas, i al setmanari madrileny Crónica. El 1928 es va fer càrrec de dirigir la revista Mujeres. I des del diari La Libertad contribuí a divulgar la tasca de dones rellevants de la vida cultural i esportiva catalana. També va escriure per a D'Ací i d'Allà, la revista balear Brisas o la madrilenya Nuevo Mundo
Són especialment interessants els reportatges sobre el sufragi femení, que en la seva època era un tema controvertit, perquè a molts progressistes, incloses algunes feministes, els feia por que les dones acabessin votant allò que els manessin llurs marits o bé el mossèn. També va ser molt destacada la seva labor com a reportera al front d'Aragó durant la Guerra Civil, en la Columna Durruti.

### Activitat literària
A part de la seva feina com a periodista, també va publicar alguns llibres de poemes, que en el seu moment tingueren un gran èxit, entre els quals Caminos (1929) o Inquietud (1931). El seu estil s'acosta al d'algunes poetes de l'Amèrica Llatina, com ara Juana de Ibarbourou, Alfonsina Storni o Gabriela Mistral, d'una marcada desesperació i angoixa. Se la va arribar a anomenar l'hereva de Rosalía de Castro. L'últim poemari serà Laberinto de presencias (León, 1969).

### Activisme feminista i polític
En la seva faceta feminista, Martínez Sagi adoptà idees que arribaven des de França. Va fundar el primer club de dones treballadores de Barcelona, amb el qual mirava d'incentivar l'alfabetització de la població femenina. Col·labora amb el Lyceum Club, tot i que no s'hi adscrigué formalment.
L'any 1932 aparegué com a promotora, juntament amb Amanda Llebot, Maria Dolors Bargalló, Maria Dolors Soler, Rosa Maria Arquimbau, Núria Montserrat Oromí, Anna Murià, Teresa Isern i altres, d'un Front Únic Femení Esquerrista, en favor de la nacionalitat catalana i de la sobirania popular.

### Carrera esportiva
Va ser impulsora, creadora i membre molt activa del Club Femení i d'Esports de Barcelona, una entitat pionera de l'esport femení català. A partir de 1931, formà part com a secretària de la junta directiva del club. Com a esportista, Martínez Sagi va destacar en el llançament de javelina, disciplina en què arribà a obtenir una medalla d'or en el campionat nacional d'atletisme femení, el 1932. També va practicar el tennis, l'atletisme i l'esquí. Va arribar a ser directiva del FC Barcelona el 1934 esdevenint la primera dona europea a ocupar una posició d'importància en el futbol estatal, una fita que no es repetiria a l'estat espanyol fins més de 70 anys després. Al Barça va mirar de crear una secció femenina, però el fracàs del projecte la va portar a dimitir del seu càrrec. Martínez Sagi entenia l'esport com una necessitat per portar les dones cap a la modernitat, compatibilitzant cos i ment. El seu germà Armand Martínez Sagi va arribar a ser futbolista del club, i també el seu cosí Emili Sagi, que hi jugà de davanter. Posteriorment va impulsar l'organització de l'Olimpíada Popular de 1936 a Barcelona.

### Palmarès
Campionat de Catalunya
- Llançament de javelina: 1931, 1932

## Exili, vida personal i darrers anys
Mantingué una relació amb l'escriptora Elisabeth Mulder, però la família aconseguí de separar-les. Acabada la Guerra Civil, se n'anà a França, on va participar en la Resistència. El 1950, instal·lada a Montauron, conegué un enginyer anomenat Claude, amb qui tingué una filla, Patricia, que moriria als vuit anys. A la seva mort, el 1957, emigrà als Estats Units, on va impartir classes de francès a la Universitat d'Illinois. Va tornar a Catalunya l'any 1975, un cop mort el dictador Franco, i es recollí en la seva vida privada, a la població de Moià.
L'any 1999 l'Associació de Dones Periodistes de Catalunya li va atorgar el Premi Rosa del Desert, juntament amb Rosa Murià, com a reconeixement a la seva trajectòria professional com a periodista.

## Obra
- Caminos (Barcelona, 1929).
- Inquietud (Barcelona, 1931).
- Canciones de la isla (1932-1936).
- País de la ausencia (1938-1940).
- Amor perdido (1933-1968).
- Jalones entre la niebla (1940-1967).
- Los motivos del mar (1945-1955).
- Visiones y sortilegios (1945-1960).
- Laberinto de presencias (Barcelona, 1969).

Tots aquests llibres van ser escrits en castellà; només se li coneix un poema en català: Estiu (Premi Joaquim Cabot, 1932)

## Reconeixement i memòria
Personatge molt reconegut en els àmbits esportius de la ciutat de Barcelona, l'any 2021 es posà el seu nom a un complex esportiu del barri de Sants, escollit amb una consulta popular. El Poliesportiu La Sagi, de 2.165 metres quadrats i dues pistes, es dedica prioritàriament als clubs esportius i centres escolars del barri i a les entitats que atenen persones amb discapacitat.

## Filmografia
- La Sagi, una pionera del Barça (2019). Directors: Francesc Escribano, Josep Serra Mateu.